# Crambus hampsoni
Crambus hampsoni là một loài bướm đêm trong họ Crambidae.